# Golfballia ambusta
Golfballia ambusta 是一个所谓的真菌物种，有三份标本保存在英国邱园。但这三份标本实际上不仅不是真菌，甚至根本不是生物，而是烧焦的高爾夫球。英国真菌学家理查德·威廉·乔治·丹尼斯于1962年正式将它们描述为一个新的真菌物种，他这样做可能是为了质疑「真菌」在真菌学上的定义。其学名是拉丁语化的「烧焦的高尔夫球」。

## 历史

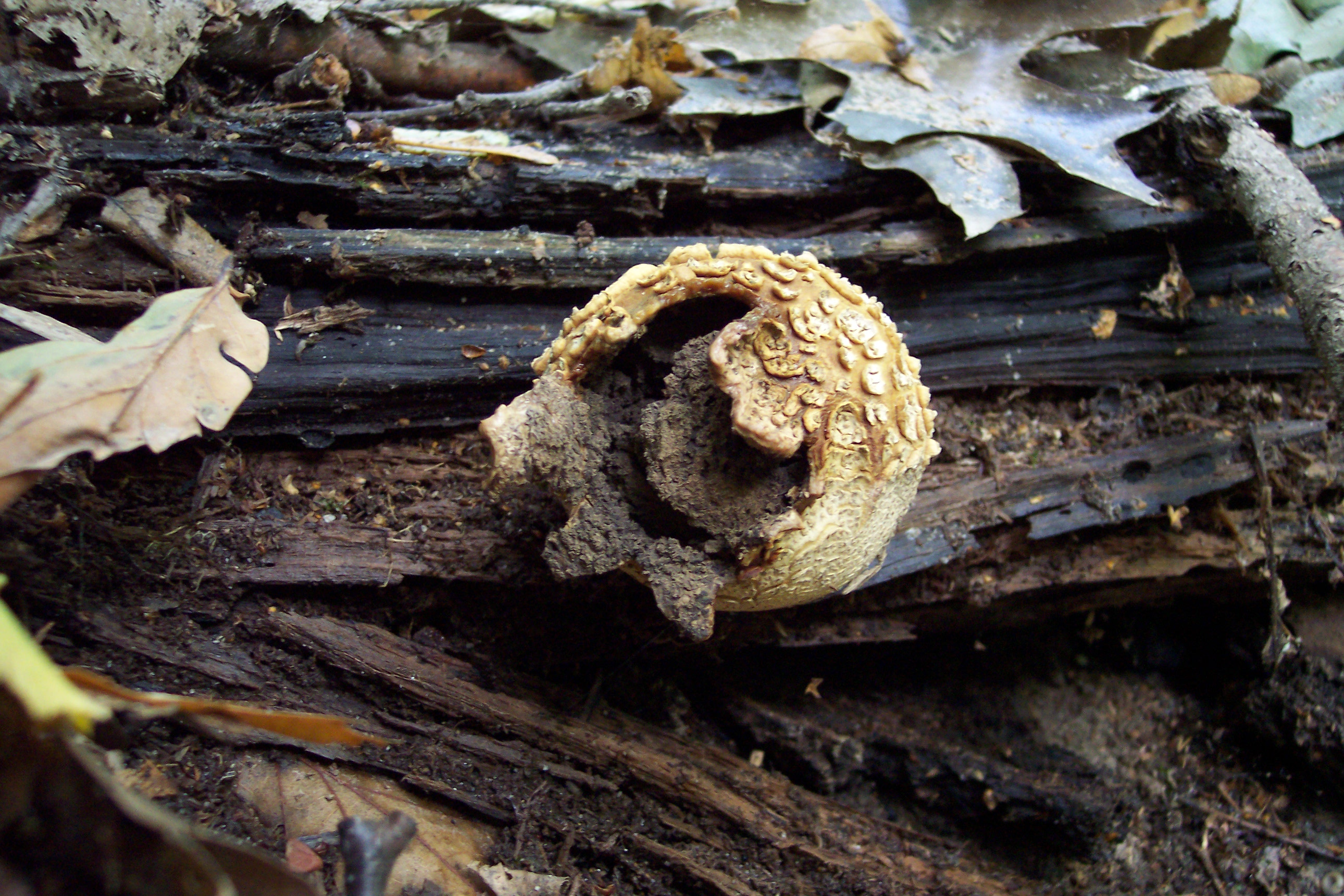
一个成熟的橘色硬皮马勃，看上去类似烧焦的高尔夫球。图片与此恶作剧无关

1952年，英国邱园的真菌学家收到了一名匿名人士从英格兰西北部的兰开夏郡寄来的一个烧焦的高尔夫球，寄出者宣称这是自己采集到的「一种珍稀真菌物种的标本」，并将其「鉴定」为蒯氏包属的物种，但真菌学家认为它的外观与橘色硬皮马勃（Scleroderma citrinum）更为相似。橘色硬皮马勃的子实体外形为不规则的近球形，外皮厚革质，颜色多样，从白色到沙色或棕色的均有；而高爾夫球表面具有若干凹洞，烧焦后外壳破裂，露出了其中橡胶製成的内芯，与成熟橘色硬皮马勃开口露出的產孢體很相似。邱园的真菌学家最初尝试采集它的孢子，但很快便意识到这是一个恶作剧。
1962年，类似的高尔夫球再次被邮寄到邱园，这次的寄出地是东非。于是，邱园时任真菌学部负责人R·W·G·丹尼斯在《邱園協會雜誌》（Journal of the Kew Guild）中以「A Remarkable New Genus of Phalloids in Lancashire and East Africa」（发现于兰开夏郡及东非的一个惊人的鬼笔菌新属）为题发表了一篇论文，他在论文中将这种「真菌」描述为「子實體小而坚硬，外观类似于喀里多尼亚人在某种部落仪式上所使用的小型、坚硬但有弹性的球，这种仪式一年四季都在草地被部分修剪的封闭围场内进行」。「喀里多尼亚」是苏格兰的拉丁语名称，这句话很可能指的是苏格兰所流行的高尔夫球场。他还将这种「真菌」描述为「具有旧的或加热过的印度橡胶的气味」、「没有收集到孢子，因而其繁殖方式不明」，并将其命名为Golfballia ambusta，意为「烧焦的高尔夫球」。
1971年，又有一个烧焦的高尔夫球被邮寄到邱园，这次的高尔夫球来自肯特郡，且寄送者明确说明了它发现于“火场边缘”。 这三个高尔夫球都被收入了邱园的真菌标本馆，标本号为K(M)230939-K(M)230941，它们至今仍被保存在邱园标本馆中。

## 影响
邱园标本馆前任真菌负责人內森·史密斯（Nathan Smith）认为，与此前的真菌学恶作剧相比，这一事件具有不同的意义，因为这次的「真菌」在正式发表的学术期刊上给出了命名，并且其「标本」被正式收藏在了标本馆中，按照《国际藻类、真菌和植物命名法规》的规定，Golfballia ambusta应当被视为有效的真菌物种。这是真菌学上的达达主义时刻，它提出了「真菌是什么」的问题。
例如粘菌和卵菌传统上也被视为真菌的一部分，现在已经证明它们实际上与真菌无关，因而正式的真菌界（Fungi）早已不包括它们，但它们却仍然是真菌学家的研究对象，并被归类在小写的非正式名称「fungi」中。包括尼古拉斯·蒙尼（Nicholas Money）在内的许多真菌学家认为「真菌学家研究的微生物」就是真菌（fungi）。丹尼斯借助这一恶作剧质疑了这一观点：如果真菌学家可以随意决定什么是真菌，那么「什么是真菌」就不再重要，「谁是真菌学家」反而更为重要。